# Tucine, Trosteaneț
Tucine (în ucraineană Тучне) este un sat în comuna Stanova din raionul Trosteaneț, regiunea Sumî, Ucraina.

## Demografie
Componența lingvistică a localității Tucine
     Ucraineană (100%)
Conform recensământului din 2001, toată populația localității Tucine era vorbitoare de ucraineană (100%).